# Viðar Örn Kjartansson
Viðar Örn Kjartansson (Selfoss, 11 maart 1990) is een IJslandse profvoetballer die doorgaans als aanvaller speelt. Hij verruilde in augustus 2018 Maccabi Tel Aviv voor FK Rostov. In maart 2019 werd hij verhuurd aan Hammarby IF Viðar debuteerde in 2014 in het IJslands voetbalelftal. Sinds september 2020 speelt hij weer bij het Noorse Valerenga IF.

## Carrière
Viðar maakte in 2006 op zestienjarige leeftijd zijn debuut voor UMF Selfoss. Hij kwam  in 2009 uit voor ÍB Vestmannaeyja, maar keerde na een jaar terug bij Selfoss. In 2013 kwam hij uit voor Fylkir Reykjavík, waarvoor hij dertien doelpunten maakte in de hoogste IJslandse voetbalklasse.

### Valerenga IF
Op 20 december 2013 tekende Viðar een tweejarig contract bij Valerenga, dat op 1 januari 2014 zou ingaan. Hij maakte zijn debuut op 28 maart 2014 in de uitwedstrijd met Molde FK (2-0) verlies. Op 6 april 2014 maakte Viðar zijn eerste doelpunten, thuis tegen Bødo/Glimt (3-1 overwinning).
Op 14 september 2014 verbrak Viðar het clubrecord van het hoogste aantal doelpunten in één seizoen, door in de wedstrijd met Haugesund FK zijn 24ste doelpunt te maken. Hij ging daarmee topscorer Jørn Andersen voorbij, die in het seizoen van 1985 in 22 wedstrijden 23 goals maakte voor Valerenga.
Op 22 januari 2015 werd bekendgemaakt dat Viðar naar de Chinese club Jiangsu Sainty zou verhuizen.
Op 27 januari 2016 tekende hij bij Malmö FF.

## Interlandcarrière
Viðar debuteerde op 30 maart 2014 in het IJslands voetbalelftal, in en tegen Oostenrijk (1-1).